# Cerdistus rusticanoides
Cerdistus rusticanoides là một loài ruồi trong họ Asilidae. Cerdistus rusticanoides được Hardy miêu tả năm 1926. Loài này phân bố ở miền Australasia.